# Mareike Kunter
Mareike Kunter (* 1972) ist eine deutsche Psychologin und Hochschullehrerin am DIPF | Leibniz-Institut für Bildungsforschung und Bildungsinformation und an der Johann Wolfgang Goethe-Universität Frankfurt am Main.

## Werdegang
Kunter studierte Psychologie an der Universität Würzburg. Von 1999 bis 2002 arbeitete sie als wissenschaftliche Mitarbeiterin im PISA-Projekt. Im Jahr 2004 promovierte sie an der Freien Universität Berlin. Von 1999 bis 2010 arbeitete sie als wissenschaftliche Mitarbeitern am Max-Planck-Institut für Bildungsforschung in Berlin. Sie forschte dabei im COACTIV-Projekt zum Fachwissen von Mathematiklehrkräften in der Sekundarlehrstufe. Im Jahr 2008 habilitierte sie sich an der Freien Universität Berlin.
Von 2010 bis 2020 war sie Professorin für Pädagogische Psychologie an der Johann Wolfgang Goethe-Universität Frankfurt am Main.
Seit Mai 2020 leitet sie als Direktorin die Abteilung Lehr- und Lernqualität in Bildungseinrichtungen (LLiB, ehemals Bildungsqualität und Evaluation) am DIPF | Leibniz-Institut für Bildungsforschung und Bildungsinformation und ist zugleich Professorin für empirische Bildungsforschung mit dem Schwerpunkt professionelles pädagogisches Handeln an der Johann Wolfgang Goethe-Universität Frankfurt am Main.
Kunter ist eine der 43 Unterzeichnerinnen des „Kommentars zur Ad-hoc-Stellungnahme der Nationalen Akademie der Wissenschaften Leopoldina“, die auf das hohe Belastungspotenzial für Kinder, Familien und Frauen durch die Schließung von Kleinkindbetreuung während der Corona-Krise hinweist. Des Weiteren wirkt sie in wissenschaftlichen Gesellschaften und externen Fachgremien mit, beispielsweise als Mitglied des Kuratoriums der Hector Stiftungen. Sie ist Autorin und Mitautorin zahlreicher Fachbeiträge und Buchpublikationen.

## Forschung
Kunter ist Bildungsforscherin und beschäftigt sich mit Lern- und Lehrprozessen im schulischen Kontext. Sie forscht an den Faktoren, die die Entwicklung und Lernmotivation von Schülern verbessern, aber auch, welche Kompetenzen Lehrer benötigten, um erfolgreichen und motivierenden Unterricht zu gestalten, und wie sich diese Kompetenzen über die Berufsjahre verändern.
Ein weiterer Forschungsbereich von Kunter ist die Ausbildung von Lehrkräften. Sie interessiert sich dafür, wie diese gut auf den Lehrberuf vorbereitet werden können. Darüber hinaus untersucht sie aber auch, wie welchen Einfluss Änderungen im Ausbildungskonzept z. B. auf die Qualität der Lehrkräfteausbildung, aber auch auf die Bildungsgerechtigkeit haben.

## Auszeichnungen
- 2019 „Scientist of the year“ der Alfons und Gertrud Kassel-Stiftung[5]
- 2018 Platz 3 in einer internationalen Liste der „top-producing female authors in Educational Psychology“[6]
- 2018 In einer Umfrage der American Educational Research Association (AERA) und der European Association for Research on Learning and Instruction (EARLI) als eine der fünf produktivsten Pädagogischen Psychologinnen der Welt ausgezeichnet[7]
- 2016 Aufgeführt in einer internationalen Liste der produktivsten Autoren in Pädagogischer Psychologie von 2009–2014[8]

## Schriften (Auswahl)
- T. Voss, U. Klusmann, N. Bönke, D. Richter, M. Kunter: Teachers’ emotional exhaustion and teaching enthusiasm before versus during the COVID-19 pandemic: Results from a long-term longitudinal study. In: Zeitschrift für Psychologie. Band 231, Nr. 2, 2023, S. 103–114.
- C. Dignath, S. Rimm-Kaufmann, R. van Ewijk, M. Kunter: Teachers’ Beliefs About Inclusive Education and Insights on What Contributes to Those Beliefs: A Meta-analytical Study. In: Educational Psychology Review. Band 34, 2022, S. 2609–2660.
- F. Baier, A. Decker, T. Voss, T. Kleickmann, U. Klusmann, M. Kunter: What makes a good teacher? The relative importance of mathematics teachers' cognitive ability, personality, knowledge, beliefs, and motivation for instructional quality. In: British Journal of Educational Psychology. Band 89, Nr. 4, 2019, S. 767–786.
- B. Fauth, J. Decristan, A. Decker, G. Büttner, E. Klieme, I. Hardy, M. Kunter: Teachers’ professional competence, teaching quality, and student outcomes in elementary science education. In: Teaching and Teacher Education. Band 86, 2019, S. 102882.
- M. Kunter, U. Klusmann, J. Baumert, D. Richter, T. Voss, A. Hachfeld: Professional Competence of Teachers: Effects on Instructional Quality and Student Development. In: Journal of Educational Psychology. Band 105, Nr. 3, 2013, S. 805–820, doi:10.1037/a0032583
- M. Kunter, J. Baumert, W. Blum, U. Klusmann, S. Krauss, M. Neubrand (Hrsg.): Professionelle Kompetenz von Lehrkräften - Ergebnisse des Forschungsprogramms COACTIV. Waxmann, Münster 2011.
- M. Kunter, U. Trautwein: Psychologie des Unterrichts [Psychology of Classroom Instruction]. UTB, Stuttgart 2013. (2. Auflage 2018).
- M. Kunter, J. Baumert, O. Köller: Effective classroom management and the development of subject-related interest. In: Learning and Instruction. Band 17, Nr. 5, 2007, S. 494–509.
- J. Baumert, M. Kunter: Stichwort: Professionelle Kompetenz von Lehrkräften [Key word: Professional competence of teachers]. In: Zeitschrift für Erziehungswissenschaft. Band 9, Nr. 4, 2006, S. 469–520.